# Lesotho a 2004. évi nyári olimpiai játékokon
Lesotho a görögországi Athénban megrendezett 2004. évi nyári olimpiai játékok egyik részt vevő nemzete volt. Az országot az olimpián 2 sportágban 3 sportoló képviselte, akik érmet nem szereztek.

## Atlétika
Férfi
| Versenyző          | Versenyszám | Eredmény | Helyezés |
| ------------------ | ----------- | -------- | -------- |
| Mpesela Ntlot'soeu | Maraton     | 2:30,19  | 70.      |

Női
| Versenyző        | Versenyszám | Eredmény | Helyezés |
| ---------------- | ----------- | -------- | -------- |
| Mamokete Lechela | Maraton     | 3:11,56  | 64.      |

## Taekwondo
Női
| Versenyző       | Versenyszám | Nyolcaddöntő             | Negyeddöntő       | Elődöntő          | Vigaszág első kör | Vigaszág elődöntő | Bronz- mérkőzés   | Döntő             | Helyezés |
| Versenyző       | Versenyszám | Ellenfél Eredmény        | Ellenfél Eredmény | Ellenfél Eredmény | Ellenfél Eredmény | Ellenfél Eredmény | Ellenfél Eredmény | Ellenfél Eredmény | Helyezés |
| --------------- | ----------- | ------------------------ | ----------------- | ----------------- | ----------------- | ----------------- | ----------------- | ----------------- | -------- |
| Lineo Mochesane | Légsúly     | Nevena Lukic (AUT) · 0-4 | kiesett           | kiesett           |                   |                   |                   |                   | 10.      |